# Smilisca fodiens
Espèce
Synonymes
- Pternohyla fodiens Boulenger, 1882
- Hyla rudis Mocquard, 1899

Statut de conservation UICN

 LC  : Préoccupation mineure
Smilisca fodiens est une espèce d'amphibiens de la famille des Hylidae.

## Répartition
Cette espèce se rencontre de l'Arizona aux États-Unis jusqu'aux États du Michoacán et du Zacatecas au Mexique.

## Publication originale
- Boulenger, 1882 : Description of a new genus and species of frogs of the family Hylidae. Annals and Magazine of Natural History, sér. 5, vol. 10, no 58, p. 326-328 (texte intégral).